# Farewell to the King
Farewell to the King (Verweistitel: Farewell to the King – Sie nannten ihn Leroy, Fernsehtitel: Der Dschungelkönig von Borneo, Originaltitel: Farewell to the King) ist ein Kriegsfilm von John Milius aus dem Jahr 1989. Der Regisseur und Drehbuchautor John Milius verfilmte ein Buch von Pierre Schœndœrffer.

## Handlung
Der Zweite Weltkrieg nähert sich bereits dem Ende. Der amerikanische Soldat Leroy strandet im Dschungel von Borneo. Er wird von den Einheimischen als Herrscher ausgerufen. Die britischen Fallschirmjäger Captain Fairbourne und Sgt. Tenga bereiten die Landung der Alliierten vor. Die Einheimischen unter Leroy unterstützen die Landung.
„Borneo – die meisten Menschen ahnen kaum etwas von der Existenz Borneos“ – so beginnt der Film mit dem Bericht des britischen Ich-Erzählers Captain Nigel Fairbourne, einem Botaniker, welcher zum Ende des Zweiten Weltkriegs (A. d. Verf.: um den 26. Feb. 1945 „MacArthur wieder auf den Philippinen“) als Angehöriger einer „Einheit für besondere Operationen“ nach Borneo geschickt wurde, um die eingeborenen Stämme zum Kampf gegen die japanische Armee zu mobilisieren.
Nach einer unsanften Landung per Fallschirm, treffen sein farbiger Begleiter Sergeant Tenga und er auf eine Gruppe Eingeborener unter der Führung von Gwai. Diese führen die beiden Richtung Süd-Süd-Ost in die Berge im Inneren der Insel. Kurz vor Erreichen des Dorfs werden sie jedoch von den Eingeborenen gefangen genommen und gut verschnürt dem Häuptling als Beute präsentiert. Zur großen Überraschung der beiden entpuppt sich dieser als Weißer („…so weiß wie wir“). Die Versuche ihm den Auftrag zu erklären werden jedoch ignoriert und mit Schweigen beantwortet. Erst nach einer Zeit der Beobachtung, empfängt der Häuptling die beiden im Langhaus vor dem Rat und stellt sich als Leroy, König dieses Volkes, der „Söhne des ersten Mannes“ vor. Dann erzählt er seine Geschichte im Rückblick:
Es begann alles im April 1942, kurz nach dem Fall von Corregidor „als MacArthur uns im Stich gelassen hat“. Er und vier Kameraden desertierten, nahmen ein kleines Boot und ließen sich von der Strömung bis nach Borneo treiben. Dort erlitten sie Schiffbruch, wobei ein Kamerad getötet wurde. Am Strand trennt sich die Gruppe.
Wenig später muss Leroy beobachten, wie seine Kameraden von japanischen Soldaten am Strand hingerichtet werden, nachdem sie sich ihr eigenes Grab schaufeln mussten. Überwacht wird die Aktion von einem Offizier auf einem weißen Pferd. Leroy will ihn mit seiner Pistole erschießen, zittert aber so sehr, dass er den Versuch abbricht und in den Dschungel flieht.
Dort verirrt er sich hoffnungslos, ist kurz vor dem Verhungern, verfällt zusehends dem Wahnsinn und „sehnte sich nach dem Himmel“, bis er sich schließlich töten will. In letzter Sekunde kommt er zur Besinnung und wirft stattdessen die Pistole weg, um der Versuchung nicht mehr zu erliegen. In diesem Zustand findet ihn Gwai, ein Eingeborener welcher „auf der Jagd war, aber nichts erbeutet hatte – nur mich“.
Im Dorf sind die Männer unter Führung von Lian dem Erhabenen schnell der Auffassung, es sei am lukrativsten seinen Kopf an die Japaner zu verkaufen. Die Frauen des Dorfes unter Führung von Yoo, Gwais Schwester, widersetzen sich jedoch den Männern, weil sie von dem auf Leroys Brust tätowierten Drachen und seinen klaren, blauen Augen fasziniert sind: Blau bedeutet Meer, Meer bedeutet Salz und Salz bedeutet Leben.
Yoo pflegt ihn gesund, lehrt ihn die Sprache des Dorfes und die beiden verlieben sich. Er wird von Teilen der Dorfgemeinschaft akzeptiert und „lebt mit ihnen im Dschungel wie ein Tier, zum ersten Mal im Leben richtig frei.“ Schließlich nimmt er die Herausforderung von Lian an und tötet diesen im Zweikampf nach über einer Stunde und nachdem er siebenmal verwundet wurde.
Etwa ein Jahr nach seiner Ankunft im Dorf stirbt Gwais Onkel, der alte Häuptling. Leroy findet die passenden Worte um „die Träume des Stammes zu beflügeln“ und wird der neue „Radja“. Er heiratet Yoo und ist endgültig in seiner „neuen Welt“ angekommen.
Kurz darauf bewältigt er seine erste schwere Prüfung, als er eine Blutfehde zwischen Gwais- und dem Sengar-Stamm durch Geschick und Menschenkenntnis verhindern kann. Dabei setzt er auf die Frauen des Stamms, welche die törichte Fehde um eine stammesübergreifende Schwangerschaft ebenfalls verhindern wollen. Er rät diesen sich ihren Männern zu verweigern, damit der „heilige Krieg rein und keusch geführt werden kann, wie es sich gehört“ – worauf hin die Krieger von ihrem Vorhaben ablassen. Schließlich hat er 22 Langhäuser vereint, einen neuen Stamm geschmiedet und ist damit zum König geworden.
An dieser Stelle springt der Film zurück in den Handlungsstrang von Captain Fairbourne. Leroy führt seine Gäste herum, erklärt ihnen „den Wald, die Heimat der Götter und Menschen“ und die Beziehung seines Stammes zur Umwelt, u. a. dass sie gelegentlich zum Meer müssen, um Salz zu gewinnen, was im Dschungel unmöglich ist. Fairbourne versucht weiterhin Leroy davon zu überzeugen, dass er gegen die Japaner antreten muss. Dieser verweigert dies jedoch, da ihn der Zweite Weltkrieg nichts mehr angehe und im Dschungel genügend Platz für alle sei. Widerwillig müssen Fairbourne und Tengar erkennen, dass er von seinem Standpunkt aus Recht hat.
Bei der Funkübertragung des Lageberichts an die Vorgesetzten, senden die beiden zu lange, dass die Japaner eine Peilung vornehmen können. Das Dorf wird daraufhin am nächsten Morgen durch zwei japanische Flugzeuge bombardiert und mit Bordwaffen beschossen. Obwohl sich der Schaden anscheinend in Grenzen hält, ist Leroy erbost und überlegt die beiden doch noch an die Japaner zu verkaufen. Fairbourne macht ihm unzweideutig klar, dass dies nichts ändern würde, da man nur weitere Trupps schicken würde. Schließlich lenkt Leroy ein und stellt seine Forderung nach Freiheit und Sicherheit für sein Volk, auch für die Zeit nach dem Krieg. Er will Waffen zur Verteidigung und einen Vertrag mit dem Oberkommandierenden der alliierten Streitkräfte im Südwest-Pazifik (A. d. Verf.: General MacArthur), was de facto für Fairbourne unmöglich zu erreichen ist.
Fairbourne fordert daraufhin Unterstützung durch Fachpersonal und Waffen an, um die Eingeborenen zu trainieren und, wie er hofft, Leroys Autorität zu untergraben. Kurz darauf trifft ein Spezialkommando und Nachschub per Fallschirm ein, was von den Dorfbewohnern als „Ankunft vom Himmel“ entsprechend gewürdigt wird. Das Training läuft zu aller Zufriedenheit, aber anstatt die Autorität von Leroy zu schwächen, passt sich die Truppe schnell den Lebensbedingungen im Dorf an und hält „den König für einen netten Kerl“. Auch Fairbourne muss sich eingestehen, dass er eine falsche Meinung vom König hatte, hält sich aber weiterhin aus dem Dorfleben heraus.
Dann kommt es zu einem Zwischenfall, durch welchen das Stammesgefüge auseinanderzubrechen droht. Gwais Baby, dessen Mutter er von einem anderen Stamm geraubt hatte und welche gestorben ist, soll nun nach den Stammesgesetzen ebenfalls getötet werden. Gwai will dies mit allen Mitteln verhindern und bedroht die anderen Stammeskrieger mit einer der Waffen, welche zum Kampf gegen die Japaner eingeflogen wurde. Leroy, dem durch die Stammesgesetze die Hände gebunden sind, muss zusehen, wie sich die Situation immer mehr zuspitzt. Fairbourne erkennt die missliche Lage und erklärt sich bereit das Baby zu töten, da er als Außenstehender den Stammesgesetzen nicht unterworfen sei und somit keine Blutfehde ausgelöst werden könne. Zum Entsetzen aller Umstehenden macht er Anstalten das Baby zu erschießen. In letzter Sekunde fällt ihm Leroy in den Arm und erklärt das Kind zu seinem eigenen, so dass es durch die neuen Verwandtschaftsverhältnisse nicht mehr gefährdet ist. Wütend und angewidert fragt er Fairbourne, warum er das Kind erschießen wollte. Dieser antwortet nur: „Sie hätten es fast mit angesehen“ und „Ich habe sie lange beobachtet – sie sind wirklich ein König.“
Nach Abschluss des Trainings kommt es zu ersten Einsatz gegen die japanische Armee, bei welchem die Einheit auf eine gegnerische Patrouille stößt. Fairbourne, der unter Malaria leidet und noch nie Japaner aus der Nähe gesehen hat, kommt auf die fixe Idee ein Foto schießen zu wollen, wobei er prompt entdeckt wird. Beim anschließenden Gefecht wird er von seinen Leuten getrennt und irrt im Delirium ziellos umher. Dabei wird er schließlich von dem japanischen Offizier zu Pferd und Leroy gleichzeitig entdeckt. Es gelingt Leroy gerade noch Fairbourne über eine Brücke zu retten, welche hinter ihm zerstört wird.
Zurück im Dorf wird Fairbourne gesund gepflegt. Während seiner Fieberträume hat er oft nach „Vivian“ gerufen, seiner Verlobten, die er schmerzlich vermisst. Leroy, der sich wegen Fairbournes ablehnender Haltung gegenüber den Frauen im Dorf schon Sorgen gemacht hatte, ist erleichtert über diese einfache Erklärung. Was die Versprechen Fairbournes über Freiheit und Sicherheit des Stammes auch nach dem Krieg angeht, glauben er und Yoo ihm aber weiterhin nicht.
Fairbourne beschließt den Vertrag mit Leroy bei seinen Vorgesetzten durchzudrücken und wird von einem kleinen Flugzeug abgeholt. Bei seiner Ankunft im Hauptquartier wird er von seiner Verlobten Vivian begrüßt, die fasziniert von seinen Erzählungen ist und ihn schließlich fragt, ob Leroy auch sein König sei.
Bei einer Besprechung unter vier Augen mit seinem Vorgesetzten Colonel Fergerson macht ihm dieser eindeutig klar, dass er keinerlei Verständnis für Fairbournes Sympathien für die Eingeborenen hat und Fairbourne diese früher oder später verraten müsse, um seinen Pflichten als britischer Offizier gerecht zu werden. Außerdem lehnt er den von Leroy geforderten Vertrag strikt ab.
Kurz darauf werden Fairbourne und Fergerson wegen der „Angelegenheit mit dem verrückten König“ doch noch zu General MacArthur bestellt. Zum Entsetzen von dessen Adjutant General Sutherland, welcher die Angelegenheit schon an der Tür abwimmeln wollte, um den Oberkommandierenden der alliierten Streitkräfte im Pazifik nicht mit einer solchen Lächerlichkeit zu behelligen, unterzeichnet MacArthur den von Fairbourne aufgesetzten Vertrag. Dabei erklärt er, das Geschichte immer nur von „außergewöhnlichen Männern geschrieben würde – manche werden sogar Könige, andere hinterließen nur die Spur eines Steins der in den Ozean geworfen wird.“ Da er nicht wisse, womit man es hier zu tun habe, könne er den Vertrag ruhig unterzeichnen – und unausgesprochen damit seine Hände in Unschuld waschen. Fairbourne ist trotzdem überglücklich und bedankt sich herzlich.
Nach einer Verabschiedungsszene mit Vivian vor einem wartenden Flugzeug, kehrt die Handlung in den Dschungel zurück.
Dort haben sich die Dinge nicht nur positiv entwickelt. In den drei Tagen seiner Abwesenheit sind die Verflechtungen der Spezialeinheit mit den Dorfbewohnern, besonders den Frauen, noch enger geworden. Leroy ist von dem unterzeichneten Vertrag beeindruckt, auch wenn ihm durchaus klar ist, dass er wahrscheinlich nicht erfüllt wird. Für ihn war dies ein Vertrauensbeweis von Fairbourne ihm gegenüber, denn „nur der Mensch zählt, nicht das Leben“. Im Gegenzug zeigt er Fairbourne den geheimen Pass der Wolken, über welchen man den Dschungel umgehen kann. In dessen Umgebung lebt ein Steinzeitvolk, welches noch nie Kontakt zu einer Zivilisation hatte. Leroy ist um diese ebenfalls besorgt und verlangt, dass die Passhöhle mit Sprengstoff gefüllt werden soll, um den Zugang zum Schutz aller im Notfall zu sperren. So enden die Tage des Friedens und der Krieg bricht vollends aus. Yoo hat dunkle Vorahnungen und fürchtet sich vor dem „Wind aus Süd-West, dem Wind der Fliegen“. Leroy versucht sie zu beruhigen.
Die australische Armee ist gelandet und treibt erwartungsgemäß die japanischen Truppen ins Landesinnere. Der Untergang der japanischen Armee ist „so traurig, wie der Untergang eines großen Schiffes“. Hunger und Wahnsinn herrschen im Dschungel und grausame Kämpfe finden statt, bei denen traditionell von den Eingeborenen die Köpfe der Feinde erbeutet werden. Nur eine starke Einheit unter der Führung eines Colonels zu Pferd widersetzt sich dem Untergang auf unerklärliche Weise. Diese „Phantomkolonne“ „kämpft wie Dschingis Khan“ und wird augenscheinlich gut versorgt. Sie zieht Richtung Pass der Wolken, frontal auf Leroys Dorf zu. Schließlich wird das Sengar-Dorf zerstört. Die Einwohner sind zunächst spurlos verschwunden, bis Sergeant Tenga ihre Überreste findet: nur noch die Gebeine, sie wurden von den japanischen Truppen gegessen. Der Schock über diesen neuen Horror sitzt tief und man beschließt die „Phantomkolonne“ in einen Hinterhalt zu locken, um diese endgültig zu vernichten.
Die Aktion misslingt völlig, im Gegenteil gelingt es den japanischen Truppen die auf der Lauer liegende Einheit bei einem Gewitter in der Abenddämmerung zu überraschen und zu überrennen. Dabei wird die Einheit stark dezimiert und muss sich am Morgen neu sammeln. Die „Phantomkolonne“ ist unterdessen über den Pass der Wolken weiter Richtung Dorf gezogen. Leroy ist außer sich und verfolgt sie mit allen noch zur Verfügung stehenden Männern. Am Pass kommt es zu Kämpfen mit der japanischen Nachhut, beklatscht von den vollkommen verwirrten Steinzeitmenschen. Schließlich gelingt der Durchbruch zum Dorf, was von den japanischen Truppen eingekreist wurde. Leroy und Fairborne kommen zu spät und sind in der Unterzahl, so dass sie das Gemetzel nicht verhindern können. Nach gnadenlosen Kämpfen gelingt es ihnen die japanischen Truppen vom Dorf abzudrängen – zu spät für Yoo und die meisten Frauen und Kinder.
Leroy wird wahnsinnig und gerät in einen Blutrausch. Ein Großteil der überlebenden Japaner wurde in einem Flussbett in der Nähe gesichtet. Der Vorschlag Fairbournes sie den Bombern der RAAF zu überlassen wird von allen Eingeborenen als feige abgelehnt. Singend kreist man die Überlebenden Feinde in einem Talkessel des Flusses ein. Diese haben keine Chance mehr. Mit dem Schrei „ICH BIN LEROY!“ eröffnet er das abschließende Gemetzel.
Danach herrscht Totenstille. Leroy will wissen, welcher Tag es ist. Fairbourne antwortet, es sei der 6. August 1945 um kurz nach 8:00 Uhr( A. d. Verf.: ca. 10 min. vor dem Abwurf der ersten Atombombe). Leroy schwört, von diesem Augenblick an nie wieder die Hand gegen einen anderen Menschen zu erheben. Fairbourne und die Reste der Spezialeinheit verfolgen weiterhin die japanischen Truppen u. a. den entkommenen Phantomcolonel. Dabei geraten sie in einen Hinterhalt, bei dem Fairbourne durch ein Bajonett lebensbedrohlich verwundet wird. Er ist sicher, dass er sterben wird und sinkt ins Koma.
Fast drei Wochen später erwacht er in einem Krankenhaus in Brunei. Vivian ist bei ihm und erzählt, dass der Krieg aus ist. Der japanische Phantomcolonel Mitamura hat sich Leroy von Gleich zu Gleich ergeben, nachdem dieser ohne Waffen zu ihm gegangen ist und „ihm erlaubt hat, den Himmel wieder zu sehen“.
Wie erwartet halten sich die Alliierten nicht an den Vertrag mit Leroy, worauf es zum Kampf zwischen australischen Truppen und den Eingeborenen kommt. Colonel Fergerson erzählt Fairbourne bei einem Krankenbesuch, dass die Division eine schwere Haubitze auf den Pass der Wolken schicken will, was einem Todesurteil für Leroys Dorf gleichkommt. Fairbourne verrät Fergerson daraufhin etwas über die Salzversorgung der Eingeborenen, um weiteres Blutvergießen zu vermeiden.
Ein paar Tage später ergeben sich Leroy, der mittlerweile ebenfalls desertierte Sergeant Conclen und der japanische Colonel Mitamura den australischen Truppen. Gwai und Leroys Tochter führen die Eingeborenen in den Dschungel zurück. Leroy wird von den Australiern als Deserteur misshandelt. Colonel Fergerson ist darüber außer sich vor Wut – „es endet schäbig, so muss es wohl sein.“ – und degradiert den Kommandeur der Einheit.
Nach seiner Genesung besucht Fairbourne den japanischen Colonel Mitamura bei seiner Henkersmahlzeit, einen Tag vor der geplanten Hinrichtung. Dieser entpuppt sich als gebildeter, feinsinniger Mensch und zeigt keine Angst vor dem Tod. Auf die Frage nach dem Warum, erklärt er Fairbourne, dass er und seine Leute die Pflicht hatten zu kämpfen und zu überleben. Sie seien dabei so tief in den Horror hinabgestiegen, dass es kein Entkommen mehr gab. Es sei nicht die Lust am Bösen gewesen, welche sie zu diesen Taten gebracht habe, sondern der Hunger nach etwas Brot und Reis. Leroy ist auch sein König geworden und er bewundert ihn. Außerdem erzählt er Fairbourne, dass der König ihn hoch schätzt und als wertvollen Menschen sieht.
Fairbourne wird für seine Leistungen zum Major befördert und erhält einen Orden. Er verlässt Borneo für immer. Was aus ihm und Vivian wird bleibt unklar. Leroy ist ebenfalls auf dem Schiff, was ihn nach Manila bringen soll, um ihn als Deserteur vor ein Kriegsgericht zu stellen. Als das Schiff in der „Straße von Mindanao“ auf ein Riff läuft, befreit ihn Fairbourne mit den Worten „Für König und Vaterland“. Fairbourne will ihn „da draußen wissen, als freier Mann“. Leroy schwimmt an Land und winkt Fairbourne zu, welcher in der letzten Szene „Farewell my King, Farewell“ murmelt.

## Kritiken
Das Lexikon des internationalen Films schreibt dazu: Unoriginelles Dschungelkrieg-Bilderbuch; naiv, psychologisch oberflächlich, vorhersehbar in der Entwicklung der Handlung. Das Thema aufgezwungener Gewalt verebbt in einer langatmigen Urwald-Geschichte von herkömmlicher Machart und apathischer Dramaturgie.
Roger Ebert (Chicago Sun-Times, 3. März 1989) schrieb, Milius habe keine Botschaft, die er übermitteln könne. Die Stärke der Darstellung von Nolte sei, dass er im Dschungel wie im eigenen Element wirke, nicht wie ein Gast. Die Handlung sei vorhersehbar.
Hal Hinson (Washington Post, 3. März 1989) schrieb, der Film sei wie ein Traum eines Jungen über ein einfaches, natürliches Leben. Der eigentliche Feind sei die Zivilisation. Die Bilder würden planlos und zufällig wirken, die Kampfszenen seien schlaff und uninteressant.

## Sonstiges
Der auf Hawaii und in Malaysia gedrehte Film startete in den US-Kinos am 3. März 1989. Dort wurden über 2,4 Millionen US-Dollar eingenommen.